# Agostina Segatori
Agostina Segatori, nascida em Ancona em 1841 e morta em Paris em 1910 é uma modelo italiana e proprietária de um café-restaurante.
Ela posou para pintores parisienses famosos como Édouard Dantan, Jean-Baptiste Corot, Vincent van Gogh e Édouard Manet.

## Biografia
Agostina Segatori nasceu em 1841 na cidade de Ancona, Itália. Sua vida não foi documentada até que ela conheceu o pintor parisiense Édouard Dantan em 1873, com quem ela teve um relacionamento tempestuoso até 1884. Em 1860, posou para Édouard Manet e, em 1873, para Camille Corot.
Após seu encontro com Édouard Dantan, Agostina Segatori teve um filho com ele, Jean-Pierre Segatori. Em 1872, ela se tornou a modelo do pintor para sua primeira obra exibida no Salon. Édouard Dantan apresentou um medalhão de cera representando sua amante no Salão de 1874. Durante os verões de 1874, 1875 e 1877, durante suas estadias com Dantan e seu filho, Agostina Segatori posou várias vezes para seu companheiro pintor. Ela se separou de Datan em 1875. Em 1889, ele se casou com uma jovem de sua condição, Élisa Lestrelin.
Em 1884, Édouard Dantan designou sua ex-companheira com o nome de "Madame Segatori-Morière": parece que Agostina Segatori se casou com um certo Morière. Seu filho Jean-Pierre também é chamado de Morière, então ele pode ter sido reconhecido ou adotado por seu marido.
Agostina Segatori ficou famosa por seu relacionamento, na primavera de 1887, com Vincent van Gogh que se mudou para Paris em 1886 até 1888. Poucas informações existem sobre esse relacionamento porque van Gogh vivia na época com seu irmão Theo. Como resultado, muito pouco resta de sua correspondência desse período. No entanto, Agostina Segatori é citada em duas cartas pelo pintor. Informações sobre essa relação são contadas por um dos amigos mais próximos de van Gogh, o pintor Émile Bernard, em um artigo que escreve sobre o Padre Tanguy, importante figura parisiense do século XIX. Parece que van Gogh e Agostina Segatori estão muito apaixonados um pelo outro e que inspirou a pintora, que produziu dois retratos dela e vários nus a óleo. Agostina Segatori teria desencadeado a primeira exposição de Vincent Van Gogh em seu café Au Tambourin que ela dirige. O relacionamento entre eles rapidamente se torna turbulento e eles decidem, de comum acordo, se separar em julho de 1887. Após essa separação, Agostina Segatori mantém trabalhos de Van Gogh em seu café.
Agostina Segatori morreu em 1910 em Paris depois de passar por contratempos, incluindo a perda de seu café.

### O cafépandeiro

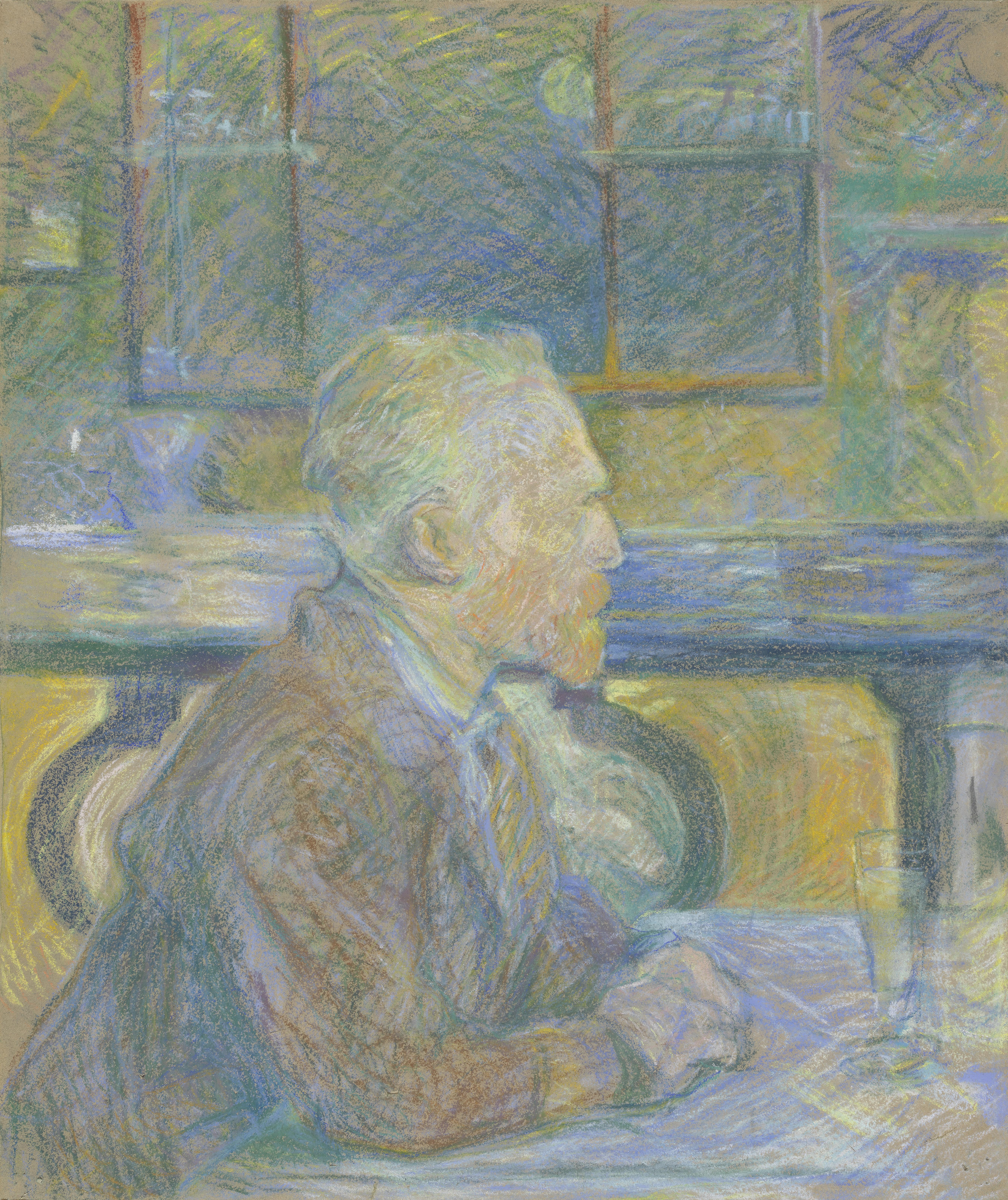
Henri de Toulouse-Lautrec, Retrato de Vincent van Gogh (1887), Amsterdã, Museu Van Gogh.

O café Au Tambourin, dirigido por Agostina Segatori, teve lugar primeiro na rue de Richelieu, 27, em Paris, depois em março de 1885, reabriu na rua 62, boulevard de Clichy, também na capital. Um pôster de Jules Chéret fez a divulgação do cabaré para sua inauguração.
Este estabelecimento está decorado de forma original porque Agostina Segatori expõe aí obras que Édouard Dantan lhe oferece para o efeito. Em 1882, ele lhe deu uma pintura de uma cabra pintada em um pandeiro para decorar seu café.
Além disso, Vincent van Gogh também vai decorar o café após uma troca comercial com Agostina Segatori, que pode comer de graça no café em troca de telas representando naturezas mortas.
O café é frequentado por pintores — como Dantan ou van Gogh -, bem como Henri Pille que era um dos fiéis. mas também por seus amigos artistas. Henri de Toulouse-Lautrec produziu seu Retrato de Vincent van Gogh em 1887 no Café Tambourin (Amsterdã, museu Van Gogh). Este café também será frequentado por escritores e críticos de arte.
Agostina Segatori e van Gogh juntos apresentam em março de 1887 uma coleção de gravuras japonesas adquiridas pelo pintor de Siegfried Bing.
Em julho de 1887, van Gogh produziu um enforcamento de suas obras e de seus amigos Paul Gauguin, Louis Anquetin e Émile Bernard, onde os dois últimos venderam suas obras pela primeira vez.
O estabelecimento gerido por Agostina Segatori vai à falência e torna-se o cabaret de la Butte em 1893, depois o cabaré Quat'z'Arts no final do XIX. século.

### O modelo
Em 1860, Agostina Segatori posou para Édouard Manet que pintou seu retrato em seu quadro L'Italienne (Nova Iorque, coleção particular), a obra foi vendida pelo comerciante Alphonse Portier a Alexandre Cassatt, irmão de Mary Cassatt.
Posou então duas vezes para o pintor Jean-Baptiste Corot, para o Retrato de Agostina Segatori (1866, Nova York, coleção particular) e La Bacchante aux tambourins.
Ela também posa para Jean-Léon Gérôme.
Vincent van Gogh faz dois retratos de Agostina Segatori: The Woman with the Tambourine (1887, óleo sobre tela, Amsterdam, museu Van Gogh) e L'Italienne (Paris, Musée d'Orsay).

Jean-Baptiste Corot, Retrato de Agostina Segatori (1866), Nova York, coleção particular.
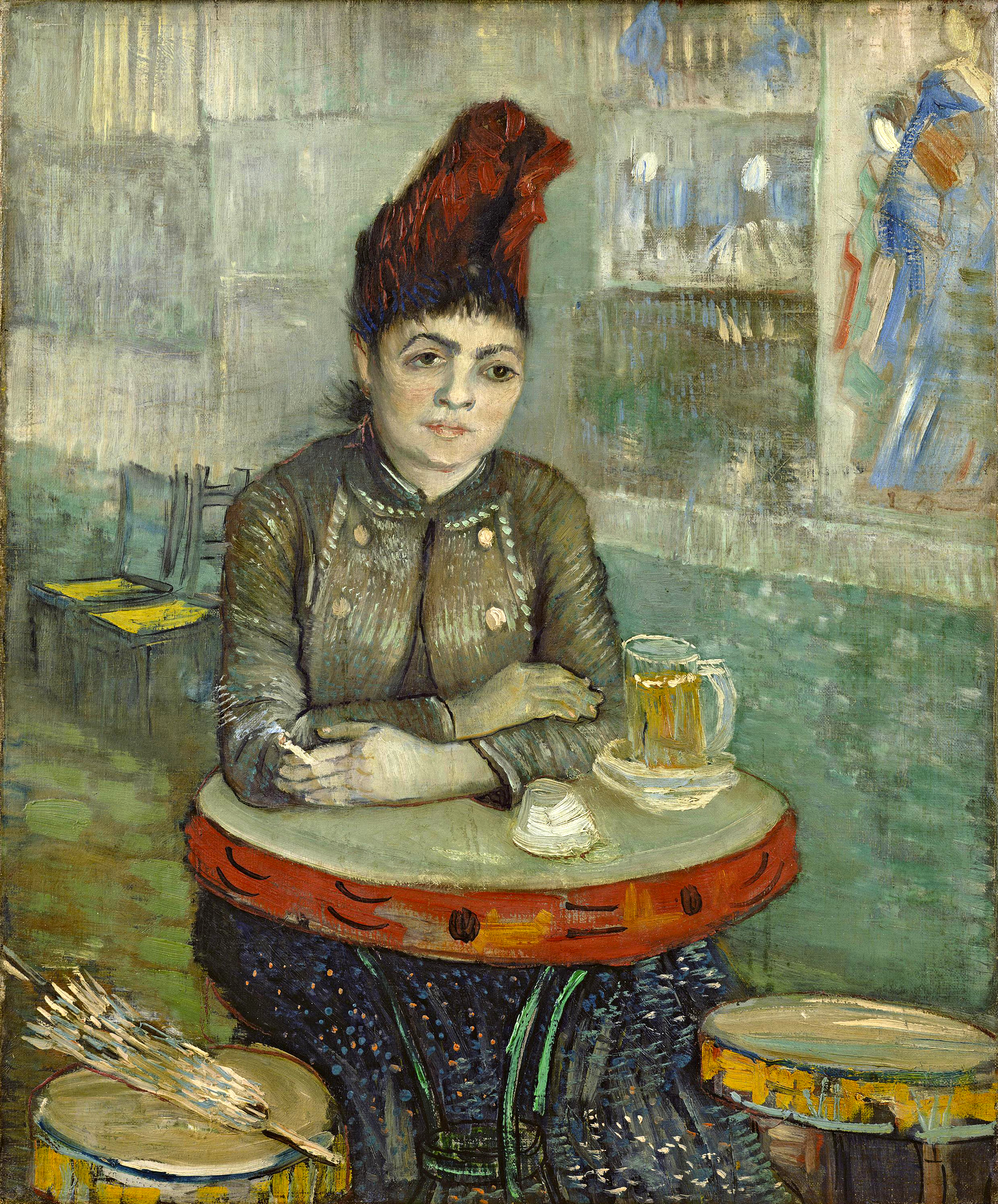
Vincent van Gogh, A Mulher com o Pandeiro (1887), óleo sobre tela, Amsterdã, Museu Van Gogh.
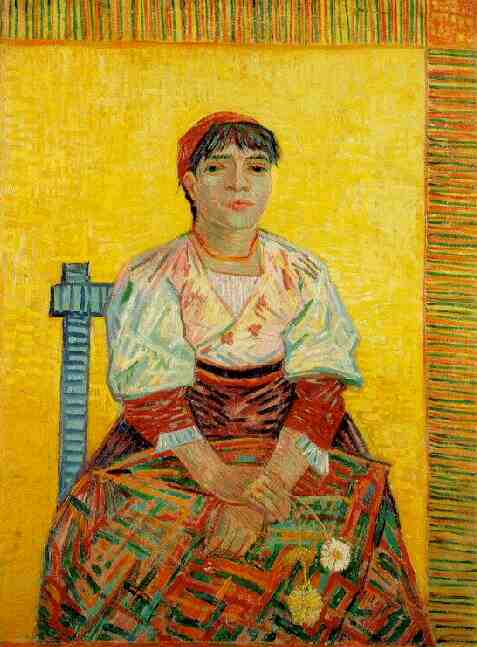
Vincent van Gogh, L'Italienne (1887), Paris, Musée d'Orsay.